# 大友黒主

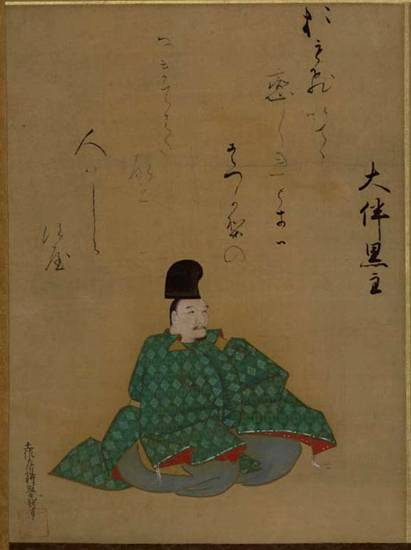
大友(大伴)黒主

大友 黒主 / 大伴 黒主（おおとも の くろぬし、生没年不詳）は、平安時代の歌人・官人。姓は村主。六歌仙の一人。官位は従八位上・滋賀郡大領。
『古今和歌集目録』に「大伴黒主村主」、また『天台座主記』第一巻安慧和尚譜に「（滋賀郡）大領従八位上大友村主黒主」とあることから、出自は大友村主とされる。大友村主氏は諸蕃（渡来人の子孫）で、『続日本後紀』では「後漢献帝苗裔也」とある。
大友皇子（弘文天皇）の末裔との伝えもあり、『本朝皇胤紹運録』では「大友皇子─与多王（大友賜姓）─都堵牟麿─黒主」と系図を掲げるが、年代が合わない上に、皇孫が村主の姓を称することが合理的でないことから史実ではないとされる。また、古記録に大伴黒主と表記されることが多いが、古代豪族の大伴氏（大伴連）は淳和天皇（大伴親王）の忌諱のために、黒主の時代には既に「伴氏」に改姓していることから、大友村主と大伴連は関係がないとされる。このことから歴史教材では「大友」の表記が採用される一方で、文学資料には「大伴黒主」と表記されるのが普通であることから古典教材では「大伴」の表記が採用されている。
　大伴黒主は六歌仙の一人　近江国滋賀郡大友郷の人
　文徳天皇の第一皇子惟喬(これたか)親王の側近が六歌仙であったといわれている
以下、
滋賀県大津市南志賀　大伴黒主神社由緒書
黒主は、天智天皇の皇孫大友與多王の孫都堵牟麿、世々大友卿後大伴姓に改めたもので、志賀郡司となり、其の子従七位村主
夜須良麿大領に職を襲ふ。其嗣従七位清村の子なり。（実大伴列躬の子なり。高産美尊五世の孫天忍日命、後大伴氏の後嗣実姓大伴を用ふ。）園城寺の別當で和歌をよくし、六歌仙の一人、寛平の頃、宇多天皇志賀巡幸の時和歌を詠呈、干時志賀山中に幽栖す。天暦元年(西暦947年)丁未十一月卒す。土地の人尊敬して之を祀る
祇園祭の黒主山は大伴黒主を祀っている

## 経歴
近江国滋賀郡大友郷の人。貞観年間、園城寺神祀別当となる。鴨長明『無名抄』に没後近江国志賀郡に祭られたとの記事がある。
歌人としては、大嘗祭に風俗歌、宇多法皇の石山寺参詣に歌を献上して賞されたとされる。『石山寺縁起絵巻』では、近江国司に代わって宇多天皇の行幸を迎える存在として描かれている。『古今和歌集』の4首をはじめとして、『後撰和歌集』『拾遺和歌集』等の勅撰和歌集に11首の和歌が収録されている。なお六歌仙の中で唯一、『小倉百人一首』に撰ばれていない。『古今和歌集仮名序』に「大伴黒主はそのさまいやし。いはば薪を負へる山人の花の陰にやすめるが如し」と評される。

## 代表歌
- 春さめのふるは涙か桜花散るを惜しまぬ人しなければ（古今集88）
- 思ひいでて恋しきときははつかりのなきてわたると人知るらめや（古今集735）
- 鏡山いざたちよりて見てゆかむ年へぬる身は老いやしぬると（古今集899。左註に黒主の歌かとする説を記す）
- 近江のや鏡の山をたてたればかねてぞ見ゆる君が千歳は（古今集1086）
- 白浪のよする磯間をこぐ舟の梶とりあへぬ恋もするかな（後撰集670）
- 玉津島深き入江をこぐ舟のうきたる恋も我はするかな（後撰集768）
- 何せむにへたのみるめを思ひけん沖つ玉藻をかづく身にして（後撰集1099）
- 我が心あやしくあだに春くれば花につく身となどてなりけむ（拾遺集404）
- さく花に思ひつくみのあぢきなさ身にいたつきの入るも知らずて（拾遺集405）

## 関連作品
- 謡曲『志賀』 上記の鴨長明の記事は、中世期に広く流布した伝承であったらしく、本作はこの黒主が祭られた志賀明神を題材とした作である。
- 常磐津節『関の扉（せきのと)』 1784年（天明四年）初演、これに合せて歌舞伎舞踊が演じられる。本作では黒主は、天下横領を狙う敵役として活躍するが、舞台登場時は関守に身をやつし薪を割っている。
- 荻江節の代表曲のひとつ「金谷丹前」は古今和歌集88番の大友黒主の和歌（春雨の降るは涙か桜花…）で始まる[3]。

## 旧跡

### 神社
大友黒主を主祭神として祀る神社が存在する。
- 黒主神社 - 滋賀県大津市南志賀に所在する[4]。
- 大伴黒主神社 - 大阪府富田林市山中田町に所在する。